# 延妮·阿瑟霍尔特
延妮·阿瑟霍尔特（瑞典語：Jenni Asserholt，1988年4月8日—），瑞典女子冰球运动员。她曾代表瑞典参加2006年、2010年和2014年冬季奥林匹克运动会冰球比赛，获得一枚银牌。